# 중화인민공화국의 사형제

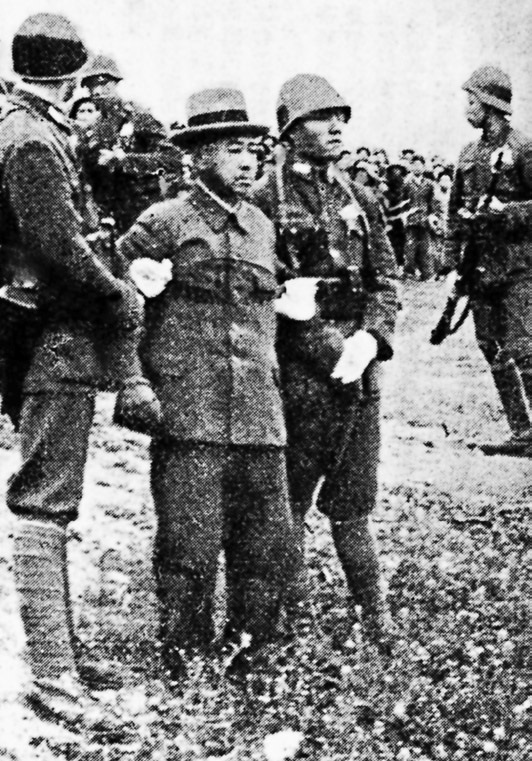
중국 상하이에서 촬영한 다니 히사오의 사형 집행(1947년)

중화인민공화국은 사형제를 실시하고 있는 국가 중의 하나다. 자세한 내용은 아래와 같다.

## 개요
사형은 중화인민공화국의 법정 최고형이다.(중국형법 제33조) 
총 46가지의 사형이 있으며, 사법 관행에 가장 흔히 사용되는 사형 범죄로는 의도적인 살인, 강도, 강간, 의도적인 폭력 및 밀수, 인신매매, 마약 범죄가 있다.
- 사형제도는 흉악범죄를 저지른 범죄자에 한한다. 이는 범죄행위가 국가와 인민의 이익에 특별히 심각한 위해를 가하고 정황이 특별히 좋지 않은 경우, 사회에 발생시킨 손실이 특별히 큰 경우와 범죄인 개인의 주관적인 악성이 크고 범죄인 개인 인신의 위험성이 3자의 일반적 관점에서 큰 경우 등을 의미한다.(중국형법 제48조)[2]
- 18세 미만 미성년자, 75세 이상의 노인, 심판시 임산부는 사형에 처하지 않는다.(중국형법 제44조)[3][4]

## 중국의 사형제 역사
중국은 고대부터 사형을 실시해 왔으며, 왕조시대에는 사형의 집행방법에도 참수형이나 능지형 같은 여러 가지 사형이 있었다. 20세기 초, 신해혁명으로 중화민국이 수립된 후에는 능지형이나 여러 가지 혹형이 없어지고, 총살형이 일반적인 사형집행 방법이 된다. 1949년 중화인민공화국 수립 이후에도 공개 재판과 공개 처형이 실시했었다. 사형이 일시적으로 많이 집행되었는데, 자본가들 중에서 많은 사람들이 처형되었기 때문이다. 이 재판은 당시 사법기관이 아닌 인민재판으로 처형되었다. 인민재판으로 처형된 사람들은 대부분 지주, 자본가 그리고 국민당 소속 공무원으로서, 문화대혁명때도 "혁명을 수호하기 위해 지배계급은 제거해야 한다"는 이유로 많은 사람들이 처형됐으며, 이때 처형당한 수는 수십만명으로 추정하고 있다. 이후 사형대상자를 줄이고 사형집행유예 제도를 신설했으며, 양형기준도 무기징역과 15년의 유기징역이다. 중국 공산당 체제 하에서는 "일반 범죄자는 사회에 복귀할 기회를 준다"는 이유로 형벌을 운용했기 때문이다. 1980년대 덩샤오핑 개혁개방하면서 사형이 일시적으로 증가했다. 개혁개방으로 사회기강이 느슨해지면서 살인, 강간, 강도, 사기, 마약와 같은 강력범죄가 증가하자, 중국 정부는 강력범죄를 저지른 흉악범들도 운동장이나 광장에서 공개 처형하였다. 현재는 공개 처형이 폐지됐다.

## 사형 집행 방법과 과정

### 과거
과거에는 대부분 총살형이었으며, 방법은 보조집행관은 포박되어 꿇어앉은 사형수를 옆에서 붙잡고, 사수는 뒤에서 권총이나 자동소총으로 사형수의 뒤통수, 목, 등 부위를 쏘는 방법이였다. 이는 과거 중화민국 시절부터 내려오는 방법이였다. 주로 남성은 목 부위를 쏘고 여성은 뒷통수 부위를 쐈다고 한다.

### 현재
현재의 사형 집행 방법은 민간인에 대해서는 후진타오 정권 이후에는 개정된 형사소송법 212조에 따라서 약물주사형이고, 군인에 대해서는 총살형이 집행된다. 중화인민공화국 형법에 따르면 사형은 사형 즉시 집행과 사형 집행유예 두가지로 나뉜다. 이유는 죄질이 극악무도한 범죄자에게 해당되며, 상황을 지켜보며 범인의 행동이 양호해 집행유예 기간 내에 범죄를 저지르지 않으면 무기징역으로 감형되고, 반대로 법원의 즉각 집행이 된다. 민간인의 사형 집행을 개정된 형사소송법 212조에 의해 약물주사형으로 변경했다. 그러나 2025년에 다시 총살형이 집행되는 것으로 보인다.2차례 사례가 있었다. 

### 절차
중화인민공화국 형사소송법에 의한 절차는 다음과 같다.
- 공통적으로 민간인, 군인 불문하고 사형은 최고인민법원의 승인을 얻어야한다.(중국형법 제235조)
- 민간인은 중국 중급인민법원이나 군인은 대, 군구군종별 군사법원이 사형을 선고 한 경우, 피고인이 항소하지 않는 경우, 민간인은 고급인민법원 군인은 고급인민법원급의 중국인민해방군군사법원의 검토를 거쳐 최고인민법원에 제출하여 승인을 받아야한다. 고급인민법원이 사형에 합의하지 않는 경우, 재심을 청구할 수 있다. 고급인민법원이 사형을 선고 한 첫 번째 경우에 이의를 제기하지 않은 피고인이 사형을 선고받은 경우 최고인민법원에 보고하여 승인을 받아야한다.(중국형법 제236조)
- 중국 최고 인민 법원은 사형을 재검토 할 때 사형을 승인하거나 찬성하지 않는 판결을 내린다. 최고인민법원은 사형을 승인하지 않은 사람들을 위해 재심을 보내거나 판결을 변경할 수 있다.(중국형법 제239조)
- 최고인민법원장의 사형집행명령을 승인한 후 민간인은 지정된 사형 집행 시설이나 정해진 사형버스[6]에서 민간인은 약물주사형으로[7] 비공개로 집행하고 현역 인민해방군 소속 군인은 국방부장의 명령으로 참모총장 급의 소속군 사령원이 지정하고 국가주석이 승인한 지정된 장소에서 총살형으로 군인에 대한 예우를 갖춰서 비공개로 집행한다.(중국형법 251조)

### 민간인에 대한 주사사형 집행과 관련된 규정
- 일정한 장소나 주사사형 집행실 혹은 사형집행버스와 같은 전문적인 이동형 사형 수단과 전문적인 주사 설비를 갖추어야 한다.
- 전문적인 사법경찰관이 배치하고 있어야 한다.
- 전문적인 법의학자가 약물남용, 측정, 범죄인 사망을 확인하고 감독하여야 한다.
- 법의학자의 검시를 거쳐서 사형 집행이 종료된다.

### 인민해방군 소속 군인의 사형집행과 관련된 규정
- 해방군 군사법원의 군인 범죄자에 대한 군사재판에서 사형 판결이 있어야 한다.
- 군사법원 판결 이후 군인 사형수에 대한 최고인민법원의 사형 집행심사를 거쳐 사형 판결 확정 후 해방군 군 교도소로 사형수를 이송한 다음 해당 군인 사형수의 소속 군 사령원(육군사령원.해군사령원.공군사령원)이 사형 집행장소를 지정하게 된다. 이후 중국 국방부장의 명령에 따라 중국 국가주석에게 군인에 대한 사형 판결 사실과 지정된 집행 장소를 보고해서 집행 장소를 승인을 받는다. 여기서 장소가 반려되면 사령원은 다시 사형 집행장소를 지정해서 다시 국가주석에게 승인을 받아야만 한다. 이런 절차를 거치는 이유는 군사보안 상으로 군인에 대한 사형시 공개처형이 될 가능성이 높은 장소를 피하기 위해서이다. 현재 중국에서도 사형수는 공개처형이 금지되어 있으며 비공개 처형으로 집행된다. 따라서 군사보안상 문제로 공개처형이 될 가능성이 높은 장소를 지정하지 못하도록 국가주석의 승인 절차를 받는다.
- 군인 사형수 사형 집행시에, 설교 또는 설법할 군종장교(중국군 군종 목사, 군종 신부, 군종 승려)와 사망 판결을 내리고 검시를 담당할 군의관, 군사경찰(군 헌병대)에 해당하는 연대급 이상의 인민무장경찰부대(인민해방군 공안부대) 소속 군인을 차출한다.
- 군인 사형수를 소속군 사령원이 지정하고 국가주석이 승인한 장소로 이송한다. 이 때 군인 사형수는 반드시 사형집행시에도 원래 소속군 군복을 착용하도록 되어있다.
- 군사경찰(군사경찰대.헌병대)에 해당하는 인민무장경찰부대 소속 군인이 군인 사형수의 심장이나 등 머리 등을 향해서 최대한 군인에 대한 예우를 갖춰서 군용 소총을 발포한다. 이 때 군인 사형수가 살아 있으면 고통을 덜어주기 위해 다시 한번 더 확인 사살을 한다.
- 사형집행에 참여한 인민해방군 군의관의 검시를 거쳐서 군인 사형수의 사망을 확인하고 사형 집행이 종료된다.

## 통계
중화인민공화국은 세계에서 사형을 가장 많이 집행하는 나라로서, 매년 집행되는 집행 건수나 공식 확인은 할 수 없다. 그러나 국제앰네스티가 집계한 2006년 통계는 1010명이 사형에 처해지고, 1790명이 사형 판결을 받았으며 2008년에는 최소한 1718명의 중국인이 약물주사형(민간인)이나 총살형(군인)으로 처형되었다.

## 홍콩의 사형제
홍콩은 영국 일반법 및 영국 국회에서 1861년부터 법을 시행하였으며, 법원은 다음과 같은 범죄에 대해 사형을 선고할 수 있었다. 1965년 영국은 사형을 폐지하기 시작했다. 당시 영국 치하 홍콩은 교수형을 사형 집행 방법으로 선고했으나, 1966년 마지막 집행 이후 사형 집행을 중단했고 홍콩법례에는 사형이 유지되고 법원도 이에 따라 사형을 집행한다. 그당시에 사형선고를 받은 범인은, 모두 영국 여왕 엘리자베스 2세나 홍콩 총독이 사면하고, 종신형으로 바꿨다. 1993년 4월 21일 입법원은 법례를 개정하고 공식적으로 사형을 폐지하고 종신형을 법정 최고형으로 삼았다. 1997년 7월 1일 홍콩 주권은 중화인민공화국으로 이관되었고, 일국양제(一國兩制) 원칙에 따라 영국 통치 시대 대부분의 법률이 존치돼 사형이 집행되지 않았다.

## 마카오의 사형제
마카오는 1976년 포르투갈 정부가 사형을 폐지한 뒤, 마카오도 사형을 폐지했다. 마카오형법 제39조에 따르면 사형을 금지하거나 항구적, 무기한 또는 기간불확실한 자유를 박탈하는 형벌이나 보안처분을 할 수 없기 때문에 마카오에도 사형, 종신형이 없다. 마카오의 법정최고형은 징역30년이다.

## 같이 보기
- 중화인민공화국
- 조선민주주의인민공화국의 사형제
- 대한민국의 사형제
- 미국의 사형제
- 일본의 사형제
- 중화민국의 사형제
- 총살형
- 독살형